# National Provincial Championship Division 3 1988
La National Provincial Championship Division 3 1988 fue la cuarta edición de la tercera división del principal torneo de rugby de Nueva Zelanda.

## Sistema de disputa
Los equipos enfrentan a los equipos restantes de su zona en una sola ronda.
- El equipo que finaliza en la primera posición al finalizar el torneo se corona campeón y asciende directamente a la Segunda División.

## Clasificación
Tabla de posiciones
| Pos. | Equipo        | Encuentros | Encuentros | Encuentros | Encuentros | Tantos | Tantos | Tantos | PB | PB | Puntos |
| Pos. | Equipo        | PJ         | PG         | PE         | PP         | F      | C      | Dif    | BO | BD | Puntos |
| ---- | ------------- | ---------- | ---------- | ---------- | ---------- | ------ | ------ | ------ | -- | -- | ------ |
| 1.º  | Thames Valley | 7          | 7          | 0          | 0          | 284    | 42     | +242   | 0  | 0  | 28     |
| 2.º  | Wanganui      | 7          | 6          | 0          | 1          | 307    | 74     | +233   | 0  | 0  | 24     |
| 3.º  | Nelson Bays   | 7          | 5          | 0          | 2          | 167    | 104    | +63    | 0  | 0  | 20     |
| 4.º  | Horowhenua    | 7          | 3          | 0          | 4          | 127    | 171    | -44    | 0  | 0  | 13     |
| 5.º  | Buller        | 7          | 3          | 0          | 4          | 101    | 198    | -97    | 0  | 0  | 12     |
| 6.º  | East Coast    | 7          | 2          | 0          | 5          | 115    | 191    | -76    | 0  | 1  | 9      |
| 7.º  | West Coast    | 7          | 1          | 0          | 6          | 42     | 250    | -208   | 0  | 1  | 5      |
| 8.º  | North Otago   | 7          | 1          | 0          | 6          | 83     | 198    | -115   | 0  | 1  | 5      |

|  | Campeón, asciende a Segunda División. |

| Bandera de Nueva Zelanda |
| Campeón Thames Valley    |
| Primer título            |